# Gąsiorówko
Gąsiorówko (deutsch Klein Gonschorowen, 1938–1945 Kleinkiöwen) ist ein kleiner Ort in der polnischen Woiwodschaft Ermland-Masuren und gehört zur Landgemeinde Wieliczki (Wielitzken, 1938–1945 Wallenrode) im Powiat Olecki (Kreis Oletzko, 1933–1945 Kreis Treuburg).

## Geographische Lage
Gąsiorówko liegt am Flüsschen Lega im Osten der Woiwodschaft Ermland-Masuren, 14 Kilometer südlich der Kreisstadt Olecko (Marggrabowa, umgangssprachlich auch Oletzko, 1928–1945 Treuburg).

## Geschichte
Das kleine, nach 1818 Klein Gonschiorowen, danach bis 1938 Klein Gonschorowen genannte einstige Gutsdorf wurde 1553 gegründet. Im Jahr 1874 wurde der Gutsbezirk Klein Gonschorowen in den neu errichteten Amtsbezirk Babken (polnisch Babki Gąseckie) eingegliedert, der – 1938 in Amtsbezirk Babeck umbenannt – bis 1945 bestand und zum Kreis Oletzko (1933–1945 Kreis Treuburg) im Regierungsbezirk Gumbinnen der preußischen Provinz Ostpreußen gehörte.
Im Jahr 1910 zählte Klein Gonschorowen 35 Einwohner. Am 30. September 1928 verlor das Dorf seine Eigenständigkeit und wurde in die Landgemeinde Kiöwen (polnisch Kijewo) eingemeindet. Am 3. Juni (amtlich bestätigt am 16. Juli) des Jahres 1938 wurde es in Kleinkiöwen umbenannt.
Das Gut Klein Gonschorowen umfasste bis 1945 eine Fläche von 200 Hektar und war im 19. und im 20. Jahrhundert im Besitz einer Familie Braczka. Das Gutshaus auf einer Anhöhe stammte aus der Zeit um 1900 und ist heute noch einigermaßen erhalten. Es ist jetzt im Eigentum der Agencja Własności Rolnej Skarbu Państwa – AWRSP (Staatliche Agentur für landwirtschaftliche Immobilien).
Im Jahr 1945 wurde der Ort in Kriegsfolge mit dem südlichen Ostpreußen nach Polen überstellt und erhielt die polnische Ortsbezeichnung Gąsiorówko. Heute ist er Sitz eines Schulzenamtes (polnisch sołectwo) und somit eine Ortschaft im Verbund der Landgemeinde Wieliczki (Wielitzken, 1938–1945 Wallenrode) im Powiat Olecki (Kreis Oletzko, 1933–1945 Kreis Treuburg), bis 1998 der Woiwodschaft Suwałki, seither der Woiwodschaft Ermland-Masuren zugehörig.

## Religionen
Klein Gonschorowen war bis 1945 in das Kirchspiel der evangelischen Kirche Gonsken (Herzogskirchen) in der Kirchenprovinz Ostpreußen der Evangelischen Kirche der Altpreußischen Union sowie in die katholische Pfarrei Marggrabowa (Treuburg) im Bistum Ermland eingepfarrt.
Heute ist Gąsiorówko Teil der evangelischen Kirchengemeinde in Ełk (deutsch Lyck), einer Filialgemeinde der Pfarrei in Pisz (Johannisburg) in der Diözese Masuren der Evangelisch-Augsburgischen Kirche in Polen, bzw. der katholischen Pfarrkirche Wieliczki im Bistum Ełk der Römisch-katholischen Kirche in Polen.

## Verkehr
Gąsiorówko liegt an einer Nebenstraße, die bei Gąski (Gonsken, 1938–1945 Herzogskirchen) von der polnischen Landesstraße DK 65 (ehemalige deutsche Reichsstraße 132) abzweigt und bis nach Guty in der Gmina Wieliczki führt.
Die nächste Bahnstation ist Kijewo (Kiöwen) und liegt an der Bahnstrecke Ełk–Tschernjachowsk, die allerdings nur noch im Güterverkehr im Abschnitt Ełk–Olecko befahren wird.